# William B. Irvine
William Braxton Irvine (ur. 6 marca 1952) – amerykański filozof. Przedstawiciel i popularyzator stoicyzmu współczesnego.

## Życiorys
Doktoryzował się z filozofii na Uniwersytecie Kalifornijskim w Los Angeles. Od 1983 pracuje na Wright State University.
Znany z popularnego wstępu do stoicyzmu współczesnego, bestsellerowej książki A Guide to the Good Life: The Ancient Art of Stoic Joy (2008). W tematyce stoicyzmu zainteresowany szczególnie problemem obelg. 
Publikował m.in. w Wall Street Journal, Huffington Post, Salon, Time i BBC. Występował także na konferencji stoickiej Stoicon.

## Książki
- Doing Right by Children: Reflections on the Nature of Childhood and the Obligations of Parenthood. Paragon House, 2001. ISBN 978-1-55778-798-9. Brak numerów stron w książce
- Politics of Parenting. Paragon House, 2003. ISBN 978-1-55778-818-4. Brak numerów stron w książce
- On Desire: Why We Want What We Want. Oxford University Press, 2005. ISBN 978-0-19-518862-2. Brak numerów stron w książce
- A Guide to the Good Life: The Ancient Art of Stoic Joy. Oxford University Press, 2008. ISBN 978-0-19-537461-2. Brak numerów stron w książce
- A Slap in the Face: Why Insults Hurt--And Why They Shouldn't. Oxford University Press, 2013. ISBN 978-0-19-993445-4. Brak numerów stron w książce
- With Two Oars: Reflections on Sculling. Bent Skeg Press, 2013. ISBN 978-0-615-81426-1. Brak numerów stron w książce
- Aha!: The Moments of Insight That Shape Our World. Oxford University Press, 2014. ISBN 978-0-19-933887-0. Brak numerów stron w książce
- You: A Natural History. Oxford University Press, 2018. ISBN 978-0-19-086919-9. Brak numerów stron w książce
- The Stoic Challenge: A Philosopher's Guide to Becoming Tougher, Calmer, and More Resilient. W. W. Norton Company, 2019. ISBN 978-0-393-65249-9. Brak numerów stron w książce